# Politik i verdens lande
Politik i verdens lande er henvisninger til artikler om politik i bestemte lande samt en note om regeringslederen og statsoverhovedet i landet samt disse titler.
I nogle tilfælde, hovedsageligt i stater med præsidentialisme, er landets leder både stats- og regeringsleder. I andre tilfælde, hovedsageligt i stater med semipræsidentialisme og parlamentarisme, er statsoverhovedet og regeringslederen adskilte embeder.

## A
|                    | Politik                     | Landets fulde navn                      | Statsoverhoved                                                                                         | Regeringsleder                        |
| ------------------ | --------------------------- | --------------------------------------- | --- | ------------------------------------- |
| Afghanistan        | Afghanistans politik        | Den Islamiske Republik Afghanistan      | Præsident Hibatullah Akhundzada                                                                        | Premierminister Hasan Akhund          |
| Albanien           | Albaniens politik           | Republikken Albanien                    | Præsident Bajram Begaj                                                                                 | Premierminister Edi Rama              |
| Algeriet           | Algeriets politik           | Den Demokratiske Folkerepublik Algeriet | Præsident Abdelmadjid Tebboune                                                                         | Premierminister Aymen Benabderrahmane |
| Andorra            | Andorras politik            | Fyrstendømmet Andorra                   | Fyrste Emmanuel Macron (Frankrigs præsident) og fyrste Josep-Lluís Serrano Pentinat (biskop af Urgell) | Premierminister Xavier Espot          |
| Angola             | Angolas politik             | Republikken Angola                      | Præsident João Lourenço                                                                                | Præsident João Lourenço               |
| Antigua og Barbuda | Antigua og Barbudas politik | Antigua og Barbuda                      | Kong Charles 3. af Storbritannien                                                                      | Premierminister Gaston Browne         |
| Argentina          | Argentinas politik          | Republikken Argentina                   | Præsident Alberto Fernández                                                                            | Præsident Alberto Fernández           |
| Armenien           | Armeniens politik           | Republikken Armenien                    | Præsident Vahagn Khachaturyan                                                                          | Premierminister Nikol Pashinyan       |
| Aserbajdsjan       | Aserbajdsjans politik       | Republikken Aserbajdsjan                | Præsident Ilham Aliyev                                                                                 | Premierminister Ali Asadov            |
| Australien         | Australiens politik         | Commonwealth of Australia               | Kong Charles 3. af Storbritannien                                                                      | Premierminister Anthony Albanese      |

## B
|                     | Politik                      | Landets fulde navn       | Statsoverhoved                                                    | Regeringsleder                              |
| ------------------- | ---------------------------- | ------------------------ | ----------------------------------------------------------------- | ------------------------------------------- |
| Bahamas             | Bahamas' politik             | Bahamas                  | Kong Charles 3. af Storbritannien                                 | Premierminister Philip Davis                |
| Bahrain             | Bahrains politik             | Kongeriget Bahrain       | Kong Hamad ibn Isa Al Khalifa                                     | Premierminister Salman bin Hamad Al Khalifa |
| Bangladesh          | Bangladeshs politik          | Republikken Bangladesh   | Præsident Abdul Hamid                                             | Premierminister Sheikh Hasina Wajed         |
| Barbados            | Barbados' politik            | Barbados                 | Præsident Sandra Mason                                            | Premierminister Mia Mottley                 |
| Belgien             | Belgiens politik             | Kongeriget Belgien       | Kong Philippe                                                     | Premierminister Alexander De Croo           |
| Belize              | Belizes politik              | Belize                   | Kong Charles 3. af Storbritannien                                 | Premierminister Johnny Briceño              |
| Benin               | Benins politik               | Republikken Benin        | Præsident Patrice Talon                                           | Premierminister Pascal Koupaki              |
| Bermuda             | Bermudas politik             | Bermuda                  | Guvernør Richard Gozney                                           | Premier E. David Burt                       |
| Bhutan              | Bhutans politik              | Kongeriget Bhutan        | Kong Jigme Khesar Namgyel Wangchuck                               | Premierminister Lotay Tshering              |
| Bolivia             | Bolivias politik             | Republikken Bolivia      | Præsident Luis Arce                                               | Præsident Luis Arce                         |
| Bosnien-Hercegovina | Bosnien-Hercegovinas politik | Bosnien-Hercegovina      | Præsidentrådet Zeljko Komsic, Šefik Džaferovićc og Milorad Dodikd | Premierminister Borjana Krišto              |
| Botswana            | Botswanas politik            | Republikken Botswana     | Præsident Mokgweetsi Masis                                        | Præsident Mokgweetsi Masis                  |
| Brasilien           | Brasiliens politik           | Republikken Brasilien    | Præsident Jair Bolsonaro                                          | Præsident Jair Bolsonaro                    |
| Brunei              | Bruneis politik              | Sultanatet Brunei        | Sultan Hassanal Bolkiah                                           | Sultan Hassanal Bolkiah                     |
| Bulgarien           | Bulgariens politik           | Republikken Bulgarien    | Præsident Rumen Radev                                             | Premierminister Nikolaj Denkov              |
| Burkina Faso        | Burkina Fasos politik        | Republikken Burkina Faso | Præsident Paul-Henri Sandaogo Damiba                              | Premierminister Ledig                       |
| Myanmar             | Burmas politik               | Republikken Burma        | Formand Myint Swe                                                 | Premierminister Min Aung Hlaing             |
| Burundi             | Burundis politik             | Republikken Burundi      | Præsident Évariste Ndayishimiye                                   | Premierminister Alain-Guillaume Bunyoni     |

## C
|                             | Politik                              | Landets fulde navn              | Statsoverhoved                      | Regeringsleder                           |
| --------------------------- | ------------------------------------ | ------------------------------- | ----------------------------------- | ---------------------------------------- |
| Cambodja                    | Cambodjas politik                    | Kongeriget Cambodja             | Kong Norodom Sihamoni               | Premierminister Hun Manet                |
| Cameroun                    | Camerouns politik                    | Republikken Cameroun            | Præsident Paul Biya                 | Premierminister Joseph Ngute             |
| Canada                      | Canadas politik                      | Canada                          | Kong Charles 3. af Storbritannien   | Premierminister Justin Trudeau           |
| Centralafrikanske Republik  | Centralafrikanske Republiks politik  | Den Centralafrikanske Republik  | Præsident Faustin-Archange Touadéra | Premierminister Félix Moloua             |
| Chile                       | Chiles politik                       | Republikken Chile               | Præsident Gabriel Boric             | Præsident Gabriel Boric                  |
| Colombia                    | Colombias politik                    | Republikken Colombia            | Præsident Iván Duque Márquez        | Præsident Iván Duque Márquez             |
| Comorerne                   | Comorernes politik                   | Republikken Comorerne           | Præsident Azali Assoumani           | Præsident Azali Assoumani                |
| Republikken Congo           | Republikken Congos politik           | Republikken Congo               | Præsident Denis Sassou-Nguesso      | Premierminister Anatole Collinet Makosso |
| Demokratiske Republik Congo | Demokratiske Republik Congos politik | Den Demokratiske Republik Congo | Præsident Félix Tshisekedi          | Premierminister Jean-Michel Sama Lukonde |
| Costa Rica                  | Costa Ricas politik                  | Republikken Costa Rica          | Præsident Carlos Alvarado           | Præsident Carlos Alvarado                |
| Cuba                        | Cubas politik                        | Republikken Cuba                | Præsident Miguel Díaz-Canel         | Præsident Miguel Díaz-Canel              |
| Cypern                      | Cyperns politik                      | Republikken Cypern              | Præsident Nicos Anastasiades        | Præsident Nicos Anastasiades             |

## D
|                       | Politik                        | Landets fulde navn                | Statsoverhoved                | Regeringsleder                            |
| --------------------- | ------------------------------ | --------------------------------- | ----------------------------- | ----------------------------------------- |
| Danmark               | Danmarks politik               | Kongeriget Danmark                | Kong Frederik 10.             | Statsminister Mette Frederiksen           |
| Djibouti              | Djiboutis politik              | Republikken Djibouti              | Præsident Ismail Omar Guelleh | Premierminister Abdoulkader Kamil Mohamed |
| Dominica              | Dominicas politik              | Republikken Dominica              | Præsident Sylvanie Burton     | Premierminister Roosevelt Skerrit         |
| Dominikanske Republik | Dominikanske Republiks politik | Republikken Dominikanske Republik | Præsident Luis Abinader       | Præsident Luis Abinader                   |

## E
|                 | Politik                  | Landets fulde navn          | Statsoverhoved                | Regeringsleder                      |
| --------------- | ------------------------ | --------------------------- | ----------------------------- | ----------------------------------- |
| Ecuador         | Ecuadors politik         | Republikken Ecuador         | Præsident Daniel Noboa        | Præsident Daniel Noboa              |
| Egypten         | Egyptens politik         | Republikken Egypten         | Præsident Abdul Fatah al-Sisi | Premierminister Moustafa Madbouly   |
| El Salvador     | El Salvadors politik     | Republikken El Salvador     | Præsident Nayib Bukele        | Præsident Nayib Bukele              |
| Elfenbenskysten | Elfenbenskystens politik | Republikken Elfenbenskysten | Præsident Alassane Ouattara   | Premierminister Robert Beugré Mambé |
| Eritrea         | Eritreas politik         | Republikken Eritrea         | Præsident Isaias Afwerki      | Præsident Isaias Afwerki            |
| Estland         | Estlands politik         | Republikken Estland         | Præsident Alar Karis          | Premierminister Kaja Kallas         |
| Etiopien        | Etiopiens politik        | Republikken Etiopien        | Præsident Sahle-Work Zewde    | Premierminister Abiy Ahmed          |

## F
|                            | Politik                             | Landets fulde navn         | Statsoverhoved                         | Regeringsleder                                 |
| -------------------------- | ----------------------------------- | -------------------------- | -------------------------------------- | ---------------------------------------------- |
| Fiji                       | Fijis politik                       | Republikken Fiji           | Præsident Wiliame Katonivere           | Premierminister Frank Bainimarama              |
| Filippinerne               | Filippinernes politik               | Republikken Filippinerne   | Præsident Rodrigo Duterte              | Præsident Rodrigo Duterte                      |
| Finland                    | Finlands politik                    | Republikken Finland        | Præsident Sauli Niinistö               | Statsminister Petteri Orpo                     |
| Forenede Arabiske Emirater | Forenede Arabiske Emiraters politik | Forenede Arabiske Emirater | Præsident Khalifa bin Zayed Al Nahayan | Premierminister Mohammed bin Rashid Al Maktoum |
| Frankrig                   | Frankrigs politik                   | Republikken Frankrig       | Præsident Emmanuel Macron              | Premierminister Élisabeth Borne                |
| Færøerne                   | Færøernes politik                   | Færøerne                   | Kong Frederik 10. af Danmark           | Lagmand Bárður á Steig Nielsen                 |

## G
|               | Politik                | Landets fulde navn        | Statsoverhoved                     | Regeringsleder                          |
| ------------- | ---------------------- | ------------------------- | ---------------------------------- | --------------------------------------- |
| Gabon         | Gabons politik         | Republikken Gabon         | Præsident Ali Bongo Ondimba        | Premierminister Rose Christiane Raponda |
| Gambia        | Gambias politik        | Republikken Gambia        | Præsident Adama Barrow             | Præsident Adama Barrow                  |
| Georgien      | Georgiens politik      | Republikken Georgien      | Præsident Salomé Zourabichvili     | Premierminister Irakli Kobakhidze       |
| Ghana         | Ghanas politik         | Republikken Ghana         | Præsident Nana Akufo-Addo          | Præsident Nana Akufo-Addo               |
| Grenada       | Grenadas politik       | Grenada                   | Kong Charles 3. af Storbritannien  | Premierminister Keith Mitchell          |
| Grækenland    | Grækenlands politik    | Republikken Grækenland    | Præsident Katerina Sakellaropoulou | Premierminister Kyriakos Mitsotakis     |
| Grønland      | Grønlands politik      | Grønland                  | Kong Frederik 10. af Danmark       | Landsstyreformand Múte Bourup Egede     |
| Guatemala     | Guatemalas politik     | Republikken Guatemala     | Præsident Bernardo Arévalo         | Præsident Bernardo Arévalo              |
| Guinea        | Guineas politik        | Republikken Guinea        | Præsident Mamady Doumbouya         | Premierminister Mohamed Béavogui        |
| Guinea-Bissau | Guinea-Bissaus politik | Republikken Guinea-Bissau | Præsident Umaro Sissoco Embaló     | Premierminister Geraldo Martins         |
| Guyana        | Guyanas politik        | Republikken Guyana        | Præsident Irfaan Ali               | Premierminister Mark Phillips           |

## H
|              | Politik               | Landets fulde navn       | Statsoverhoved                     | Regeringsleder                           |
| ------------ | --------------------- | ------------------------ | ---------------------------------- | ---------------------------------------- |
| Haiti        | Haitis politik        | Republikken Haiti        | Præsident (fungerende) Ariel Henry | Premierminister (fungerende) Ariel Henry |
| Holland      | Hollands politik      | Kongeriget Holland       | Kong Willem-Alexander              | Ministerpræsident Mark Rutte             |
| Honduras     | Honduras' politik     | Republikken Honduras     | Præsident Xiomara Castro           | Præsident Xiomara Castro                 |
| Hviderusland | Hvideruslands politik | Republikken Hviderusland | Præsident Aleksandr Lukasjenko     | Premierminister Roman Golovtjenko        |

## I
|            | Politik             | Landets fulde navn     | Statsoverhoved                  | Regeringsleder                           |
| ---------- | ------------------- | ---------------------- | ------------------------------- | ---------------------------------------- |
| Indien     | Indiens politik     | Republikken Indien     | Præsident Droupadi Murmu        | Premierminister Narendra Modi            |
| Indonesien | Indonesiens politik | Republikken Indonesien | Præsident Joko Widodo           | Præsident Joko Widodo                    |
| Irak       | Iraks politik       | Republikken Irak       | Præsident Abdul Latif Rashid    | Premierminister Mohammed Shia' Al Sudani |
| Iran       | Irans politik       | Republikken Iran       | Præsident Ebrahim Raisi         | Præsident Ebrahim Raisi                  |
| Irland     | Irlands politik     | Republikken Irland     | Præsident Michael D. Higgins    | Taoiseach Leo Varadkar                   |
| Island     | Islands politik     | Republikken Island     | Præsident Guðni Th. Jóhannesson | Premierminister Katrín Jakobsdóttir      |
| Israel     | Israels politik     | Republikken Israel     | Præsident Isaac Herzog          | Premierminister Yair Lapid               |
| Italien    | Italiens politik    | Republikken Italien    | Præsident Sergio Mattarella     | Premierminister Giorgia Meloni           |

## J
|         | Politik          | Landets fulde navn | Statsoverhoved                    | Regeringsleder                      |
| ------- | ---------------- | ------------------ | --------------------------------- | ----------------------------------- |
| Jamaica | Jamaicas politik | Jamaica            | Kong Charles 3. af Storbritannien | Premierminister Andrew Holness      |
| Japan   | Japans politik   | Kejserriget Japan  | Kejser Naruhito                   | Premierminister Fumio Kishida       |
| Jordan  | Jordans politik  | Kongeriget Jordan  | Kong Abdullah 2.                  | Premierminister Bisher Al-Khasawneh |

## K
|             | Politik              | Landets fulde navn      | Statsoverhoved                  | Regeringsleder                                |
| ----------- | -------------------- | ----------------------- | ------------------------------- | --------------------------------------------- |
| Kap Verde   | Kap Verdes politik   | Republikken Kap Verde   | Præsident José Maria Neves      | Premierminister Ulisses Correia e Silva       |
| Kasakhstan  | Kasakhstans politik  | Republikken Kasakhstan  | Præsident Kassym-Jomart Tokajev | Premierminister Oljas Bektenov                |
| Kenya       | Kenyas politik       | Republikken Kenya       | Præsident William Ruto          | Præsident William Ruto                        |
| Kina        | Kinas politik        | Folkerepublikken Kina   | Præsident Xi Jinping            | Premierminister Li Keqiang                    |
| Kirgisistan | Kirgisistans politik | Republikken Kirgisistan | Præsident Sadyr Japarov         | Premierminister Akylbek Japarov               |
| Kiribati    | Kiribatis politik    | Republikken Kiribati    | Præsident Taneti Maamau         | Præsident Taneti Maamau                       |
| Kroatien    | Kroatiens politik    | Republikken Kroatien    | Præsident Zoran Milanović       | Premierminister Andrej Plenković              |
| Kuwait      | Kuwaits politik      | Emiratet Kuwait         | Emir Meshal al-Ahmad al-Sabah   | Premierminister Ahmad Nawaf Al-Ahmad Al-Sabah |

## L
|               | Politik                | Landets fulde navn              | Statsoverhoved                      | Regeringsleder                      |
| ------------- | ---------------------- | ------------------------------- | ----------------------------------- | ----------------------------------- |
| Laos          | Laos' politik          | Demokratiske Folkerepublik Laos | Præsident Thongloun Sisoulith       | Premierminister Phankham Viphavanh  |
| Lesotho       | Lesothos politik       | Kongeriget Lesotho              | Kong Letsie 3.                      | Premierminister Sam Matekane        |
| Letland       | Letlands politik       | Republikken Letland             | Præsident Edgars Rinkēvičs          | Premierminister Evika Siliņa        |
| Libanon       | Libanons politik       | Republikken Libanon             | Præsident (fungerende) Najib Mikati | Premierminister Najib Mikati        |
| Liberia       | Liberias politik       | Republikken Liberia             | Præsident George Weah               | Præsident George Weah               |
| Libyen        | Libyens politik        | Staten Libyen                   | Statsoverhoved Mohamed al-Menfi     | Generalsekretær Abdul Hamid Dbeibeh |
| Liechtenstein | Liechtensteins politik | Hertugdømmet Liechtenstein      | Prins Hans Adam 2.                  | Premierminister Daniel Risch        |
| Litauen       | Litauens politik       | Republikken Litauen             | Præsident Gitanas Nausėda           | Premierminister Ingrida Šimonytė    |
| Luxembourg    | Luxembourgs politik    | Hertugdømmet Luxembourg         | Storhertug Henri                    | Premierminister Xavier Bettel       |

## M
|               | Politik                 | Landets fulde navn         | Statsoverhoved                        | Regeringsleder                                   |
| ------------- | ----------------------- | -------------------------- | ------------------------------------- | ------------------------------------------------ |
| Madagaskar    | Madagaskars politik     | Republikken Madagaskar     | Præsident Andry Rajoelina             | Premierminister Christian Ntsay                  |
| Malawi        | Malawis politik         | Republikken Malawi         | Præsident Lazarus Chakwera            | Præsident Lazarus Chakwera                       |
| Malaysia      | Malaysias politik       | Kongeriget Malaysia        | Statsoverhoved Abdullah af Pahang     | Premierminister Ismail Sabri Yaakob              |
| Maldiverne    | Maldivernes politik     | Republikken Maldiverne     | Præsident Mohamed Muizzu              | Præsident Mohamed Muizzu                         |
| Mali          | Malis politik           | Republikken Mali           | Fungerende Præsident Assimi Goïta     | Fungerende Premierminister Choguel Kokalla Maïga |
| Malta         | Maltas politik          | Republikken Malta          | Præsident George Vella                | Premierminister Robert Abela                     |
| Marokko       | Marokkos politik        | Kongeriget Marokko         | Kong Mohammed 6.                      | Premierminister Aziz Akhannouch                  |
| Marshalløerne | Marshall-øernes politik | Republikken Marshall-øerne | Præsident Hilda Heine                 | Præsident Hilda Heine                            |
| Mauretanien   | Mauretaniens politik    | Republikken Mauretanien    | Præsident Mohamed Ould Ghazouani      | Premierminister Mohammed Ould Bilal              |
| Mauritius     | Mauritius' politik      | Republikken Mauritius      | Præsident Prithvirajsing Roopun       | Premierminister Pravind Jugnauth                 |
| Mexico        | Mexicos politik         | Republikken Mexico         | Præsident Andrés Manuel López Obrador | Præsident Andrés Manuel López Obrador            |
| Mikronesien   | Mikronesiens politik    | Republikken Mikronesien    | Præsident David W. Panuelo            | Præsident David W. Panuelo                       |
| Moldova       | Moldovas politik        | Republikken Moldova        | Præsident Maia Sandu                  | Premierminister Natalia Gavrilița                |
| Monaco        | Monacos politik         | Fyrstedømmet Monaco        | Fyrst Albert 2.                       | Statsminister Pierre Dartout                     |
| Mongoliet     | Mongoliets politik      | Republikken Mongoliet      | Præsident Ukhnaagijn Khürelsükh       | Premierminister NLuvsannamsrain Oyun-Erdene      |
| Montenegro    | Montenegros politik     | Republikken Montenegro     | Præsident Jakov Milatović             | Premierminister Milojko Spajić                   |
| Mozambique    | Mozambiques politik     | Republikken Mozambique     | Præsident Filipe Nyusi                | Premierminister Adriano Maleiane                 |

## N
|                | Politik                 | Landets fulde navn         | Statsoverhoved                             | Regeringsleder                             |
| -------------- | ----------------------- | -------------------------- | ------------------------------------------ | ------------------------------------------ |
| Namibia        | Namibias politik        | Republikken Namibia        | Præsident Nangolo Mbumba                   | Premierminister Saara Kuugongelwa-Amadhila |
| Nauru          | Naurus politik          | Republikken Nauru          | Præsident Lionel Aingimea                  | Præsident Lionel Aingimea                  |
| Nepal          | Nepals politik          | Republikken Nepal          | Præsident Bidya Devi Bhandari              | Premierminister Sher Bahadur Deuba         |
| New Zealand    | New Zealands politik    | New Zealand                | Kong Charles 3. af Storbritannien          | Premierminister Christopher Luxon          |
| Nicaragua      | Nicaraguas politik      | Republikken Nicaragua      | Præsident Daniel Ortega                    | Præsident Daniel Ortega                    |
| Niger          | Nigers politik          | Republikken Niger          | Præsident Mohamed Bazoum                   | Premierminister Ouhoumoudou Mahamadou      |
| Nigeria        | Nigerias politik        | Republikken Nigeria        | Præsident Bola Tinubu                      | Præsident Bola Tinubu                      |
| Niue           | Niues politik           | Republikken Niue           | Kong Charles 3. af Storbritannien          | Premierminister Dalton Tagelagi            |
| Nordkorea      | Nordkoreas politik      | Republikken Nordkorea      | Formand for militærkommisionen Kim Jong-un | Premier Kim Tok-hun                        |
| Nordmakedonien | Nordmakedoniens politik | Republikken Nordmakedonien | Præsident Stevo Pendarovski                | Premierminister Talat Xhaferi              |
| Norge          | Norges politik          | Kongeriget Norge           | Kong Harald 5.                             | Statsminister Jonas Gahr Støre             |

## O
|      | Politik       | Landets fulde navn | Statsoverhoved           | Regeringsleder           |
| ---- | ------------- | ------------------ | ------------------------ | ------------------------ |
| Oman | Omans politik | Republikken Oman   | Sultan Haitham bin Tariq | Sultan Haitham bin Tariq |

## P
|                               | Politik                               | Landets fulde navn            | Statsoverhoved                    | Regeringsleder                     |
| ----------------------------- | ------------------------------------- | ----------------------------- | --------------------------------- | ---------------------------------- |
| Pakistan                      | Pakistans politik                     | Republikken Pakistan          | Præsident Asif Ali Zardari        | Premierminister Shehbaz Sharif     |
| Palau                         | Palaus politik                        | Republikken Palau             | Præsident Surangel Whipps Jr.     | Præsident Surangel Whipps Jr.      |
| Det palæstinensiske selvstyre | Det palæstinensiske selvstyre politik | Det palæstinensiske selvstyre | Præsident Mahmoud Abbas           | Premierminister Mohammad Shtayyeh  |
| Panama                        | Panamas politik                       | Republikken Panama            | Præsident Laurentino Cortizo      | Præsident Laurentino Cortizo       |
| Papua Ny Guinea               | Papua New Guineas politik             | Papua New Guinea              | Kong Charles 3. af Storbritannien | Premierminister James Marape       |
| Paraguay                      | Paraguays politik                     | Republikken Paraguay          | Præsident Santiago Peña           | Præsident Santiago Peña            |
| Peru                          | Perus politik                         | Republikken Peru              | Præsident Pedro Castillo          | Premierminister Aníbal Torres      |
| Pitcairn                      | Pitcairns politik                     | Pitcairn Islands              | Kong Charles 3. af Storbritannien | Borgmester Charlene Warren-Peu     |
| Polen                         | Polens politik                        | Republikken Polen             | Præsident Bronisław Komorowski    | Premierminister Mateusz Morawiecki |
| Portugal                      | Portugals politik                     | Republikken Portugal          | Præsident Marcelo Rebelo de Sousa | Premierminister António Costa      |
| Puerto Rico                   | Puerto Ricos politik                  | Puerto Rico                   | USAs præsident Joe Biden          | Guvernør Pedro Pierluisi           |

## Q
|       | Politik        | Landets fulde navn | Statsoverhoved       | Regeringsleder                     |
| ----- | -------------- | ------------------ | -------------------- | ---------------------------------- |
| Qatar | Qatars politik | Emiratet Qatar     | Emir Pedro Pierluisi | Premierminister Khalid bin Khalifa |

## R
|          | Politik           | Landets fulde navn   | Statsoverhoved           | Regeringsleder                    |
| -------- | ----------------- | -------------------- | ------------------------ | --------------------------------- |
| Rumænien | Rumæniens politik | Republikken Rumænien | Præsident Klaus Iohannis | Premierminister Marcel Ciolacu    |
| Rusland  | Ruslands politik  | Republikken Rusland  | Præsident Vladimir Putin | Premierminister Mikhail Misjustin |
| Rwanda   | Rwandas politik   | Republikken Rwanda   | Præsident Paul Kagame    | Premierminister Édouard Ngirente  |

## S
|                               | Politik                                | Landets fulde navn                                  | Statsoverhoved                                           | Regeringsleder                                           |
| ----------------------------- | -------------------------------------- | --------------------------------------------------- | -------------------------------------------------------- | -------------------------------------------------------- |
| Saint Kitts og Nevis          | Saint Kitts og Nevis' politik          | Saint Kitts og Nevis                                | Kong Charles 3. af Storbritannien                        | Premierminister Denzil Douglas                           |
| Saint Lucia                   | Saint Lucias politik                   | Saint Lucia                                         | Kong Charles 3. af Storbritannien                        | Premierminister Kenny Anthony                            |
| Saint Vincent og Grenadinerne | Saint Vincent og Grenadinernes politik | Saint Vincent og Grenadinerne                       | Kong Charles 3. af Storbritannien                        | Premierminister Ralph Gonsalves                          |
| Salomonøerne                  | Salomonøernes politik                  | Salomonøerne                                        | Kong Charles 3. af Storbritannien                        | Premierminister Gordon Darcy Lilo                        |
| Samoa                         | Samoas politik                         | Republikken Samoa                                   | Præsident Tufuga Efi                                     | Premierminister Tuila'epa Sailele Malielegaoi            |
| San Marino                    | San Marinos politik                    | Republikken San Marino                              | Regentkaptajnerne Teodoro Lonfernini og Denise Bronzetti | Regentkaptajnerne Teodoro Lonfernini og Denise Bronzetti |
| São Tomé og Príncipe          | São Tomé og Príncipe                   | Republikken São Tomé og Príncipe                    | Præsident Manuel Pinto da Costa                          | Premierminister Gabriel Costa                            |
| Saudi-Arabien                 | Saudi-Arabiens politik                 | Kongeriget Saudi-Arabien                            | Kong Abdullah bin Abdul Aziz                             | Premierminister Mohammed bin Salman                      |
| Schweiz                       | Schweiz' politik                       | Republikken Schweiz                                 | Præsident Ueli Maurer                                    | Præsident Ueli Maurer                                    |
| Senegal                       | Senegals politik                       | Republikken Senegal                                 | Præsident Macky Sall                                     | Premierminister Abdoul Mbaye                             |
| Serbien                       | Serbiens politik                       | Republikken Serbien                                 | Præsident Tomislav Nikolić                               | Premierminister Aleksandar Vučić                         |
| Seychellerne                  | Seychellernes politik                  | Republikken Seychellerne                            | Præsident James Michel                                   | Præsident James Michel                                   |
| Sierra Leone                  | Sierra Leones politik                  | Republikken Sierra Leone                            | Præsident Ernest Bai Koroma                              | Præsident Ernest Bai Koroma                              |
| Singapore                     | Singapores politik                     | Republikken Singapore                               | Præsident Tony Tan                                       | Premierminister Lee Hsien Loong                          |
| Slovakiet                     | Slovakiets politik                     | Republikken Slovakiet                               | Præsident Zuzana Čaputová                                | Premierminister Robert Fico                              |
| Slovenien                     | Sloveniens politik                     | Republikken Slovenien                               | Præsident Borut Pahor                                    | Premierminister Robert Golob                             |
| Somalia                       | Somalias politik                       | Republikken Somalia                                 | Præsident Hassan Sheikh Mohamud                          | Premierminister Abdi Farah Shirdon                       |
| Spanien                       | Spaniens politik                       | Kongeriget Spanien                                  | Kong Juan Carlos 1.                                      | Premierminister Mariano Rajoy                            |
| Sri Lanka                     | Sri Lankas politik                     | Republikken Sri Lanka                               | Præsident Maithripala Sirisena                           | Premierminister Ranil Wickremesinghe                     |
| Sudan                         | Sudans politik                         | Republikken Sudan                                   | Præsident Omar Hassan Ahmad al-Bashir                    | Præsident Omar Hassan Ahmad al-Bashir                    |
| Surinam                       | Surinams politik                       | Republikken Surinam                                 | Præsident Dési Bouterse                                  | Præsident Dési Bouterse                                  |
| Storbritannien                | Storbritanniens politik                | Det Forenede Kongerige Storbritannien og Nordirland | Kong Charles 3.                                          | Premierminister Theresa May                              |
| Sverige                       | Sveriges politik                       | Kongeriget Sverige                                  | Kong Carl 16. Gustav                                     | Statsminister Stefan Løfven                              |
| Eswatini                      | Swazilands politik                     | Kongeriget Swaziland                                | Kong Mswati 3.                                           | Premierminister Barnabas Sibusiso Dlamini                |
| Sydafrika                     | Sydafrikas politik                     | Republikken Sydafrika                               | Præsident Jacob Gedleyihlekisa Zuma                      | Præsident Jacob Gedleyihlekisa Zuma                      |
| Sydkorea                      | Sydkoreas politik                      | Republikken Sydkorea                                | Præsident Yoon Suk-yeol                                  | Premierminister Han Duck-soo                             |
| Sydsudan                      | Sydsudans politik                      | Republikken Sydsudan                                | Præsident Salva Kiir Mayardit                            | Præsident Salva Kiir Mayardit                            |
| Syrien                        | Syriens politik                        | Republikken Syrien                                  | Præsident Bashar al-Assad                                | Premierminister Wael Nader Al-Halqi                      |

## T
|                    | Politik                     | Landets fulde navn             | Statsoverhoved                       | Regeringsleder                           |
| ------------------ | --------------------------- | ------------------------------ | ------------------------------------ | ---------------------------------------- |
| Tadsjikistan       | Tadsjikistans politik       | Republikken Tadsjikistan       | Præsident Emomalii Rahmon            | Premierminister Oqil Oqilov              |
| Republikken Kina   | Taiwans politik             | Republikken Kina               | Præsident Ma Ying-jeou               | Premierminister Jiang Yi-huah            |
| Tanzania           | Tanzanias politik           | Republikken Tanzania           | Præsident Jakaya Kikwete             | Premierminister Mizengo Pinda            |
| Tchad              | Tchads politik              | Republikken Tchad              | Præsident Idriss Déby                | Premierminister Djimrangar Dadnadji      |
| Thailand           | Thailands politik           | Kongeriget Thailand            | Kong Vajiralongkorn (Rama X)         | Premierminister Prayut Chan-o-cha        |
| Tjekkiet           | Tjekkiets politik           | Republikken Tjekkiet           | Præsident Miloš Zeman                | Premierminister Petr Fiala               |
| Togo               | Togos politik               | Republikken Togo               | Præsident Faure Gnassingbé           | Premierminister Kwesi Ahoomey-Zunu       |
| Tonga              | Tongas politik              | Kongeriget Tonga               | Kong Tupou 6.                        | Premierminister Sialeʻataongo Tuʻivakanō |
| Trinidad og Tobago | Trinidad og Tobagos politik | Republikken Trinidad og Tobago | Præsident George Maxwell Richards    | Premierminister Kamla Persad-Bissessar   |
| Tunesien           | Tunesiens politik           | Republikken Tunesien           | Præsident Kais Saied                 | Premierminister Ahmed Hachani            |
| Turkmenistan       | Turkmenistans politik       | Republikken Turkmenistan       | Præsident Gurbanguly Berdimuhammedow | Præsident Gurbanguly Berdimuhammedow     |
| Tuvalu             | Tuvalus politik             | Tuvalu                         | Kong Charles 3. af Storbritannien    | Premierminister Willy Telavi             |
| Tyrkiet            | Tyrkiets politik            | Republikken Tyrkiet            | Præsident Abdullah Gül               | Premierminister Recep Tayyip Erdoğan     |
| Tyskland           | Tysklands politik           | Republikken Tyskland           | Præsident Franz-Walter Steinmeier    | Kansler Olaf Scholz                      |

## U
|            | Politik             | Landets fulde navn     | Statsoverhoved                | Regeringsleder                 |
| ---------- | ------------------- | ---------------------- | ----------------------------- | ------------------------------ |
| Uganda     | Ugandas politik     | Republikken Uganda     | Præsident Yoweri Museveni     | Premierminister Amama Mbabazi  |
| Ukraine    | Ukraines politik    | Republikken Ukraine    | Præsident Volodymyr Zelenskyj | Premierminister Denys Sjmyhal  |
| Ungarn     | Ungarns politik     | Republikken Ungarn     | Præsident János Áder          | Premierminister Viktor Orbán   |
| Uruguay    | Uruguays politik    | Republikken Uruguay    | Præsident José Mujica         | Præsident José Mujica          |
| USA        | USA's politik       | Republikken USA        | Præsident Joe Biden           | Præsident Joe Biden            |
| Usbekistan | Usbekistans politik | Republikken Usbekistan | Præsident Sjavkat Mirzijajev  | Premierminister Abdulla Aripov |

## V
|            | Politik             | Landets fulde navn     | Statsoverhoved                        | Regeringsleder                                   |
| ---------- | ------------------- | ---------------------- | ------------------------------------- | ------------------------------------------------ |
| Vanuatu    | Vanuatus politik    | Republikken Vanuatu    | Præsident Nikenike Vurobaravu         | Premierminister Sato Kilman                      |
| Venezuela  | Venezuelas politik  | Republikken Venezuela  | Præsident Nicolás Maduro              | Præsident Nicolás Maduro                         |
| Vestsahara | Vestsaharas politik | Republikken Vestsahara | Præsident Mohamed Abdelaziz (i eksil) | Premierminister Abdelkader Taleb Oumar (i eksil) |
| Vietnam    | Vietnams politik    | Republikken Vietnam    | Præsident Truong Tan Sang             | Premierminister Nguyễn Tấn Dũng                  |

## Y
|       | Politik        | Landets fulde navn | Statsoverhoved                   | Regeringsleder                     |
| ----- | -------------- | ------------------ | -------------------------------- | ---------------------------------- |
| Yemen | Yemens politik | Republikken Yemen  | Præsident Abd Rabbuh Mansur Hadi | Premierminister Mohammed Basindawa |

## Z
|          | Politik           | Landets fulde navn   | Statsoverhoved               | Regeringsleder                    |
| -------- | ----------------- | -------------------- | ---------------------------- | --------------------------------- |
| Zambia   | Zambias politik   | Republikken Zambia   | Præsident Hakainde Hichilema | Præsident Hakainde Hichilema      |
| Zimbabwe | Zimbabwes politik | Republikken Zimbabwe | Præsident Robert Mugabe      | Premierminister Morgan Tsvangirai |

## Æ
|                  | Politik                   | Landets fulde navn           | Statsoverhoved                          | Regeringsleder                     |
| ---------------- | ------------------------- | ---------------------------- | --------------------------------------- | ---------------------------------- |
| Ækvatorialguinea | Ækvatorialguineas politik | Republikken Ækvatorialguinea | Præsident Teodoro Obiang Nguema Mbasogo | Premierminister Vicente Ehate Tomi |

## Ø
|          | Politik           | Landets fulde navn   | Statsoverhoved             | Regeringsleder                 |
| -------- | ----------------- | -------------------- | -------------------------- | ------------------------------ |
| Østrig   | Østrigs politik   | Republikken Østrig   | Præsident Heinz Fischer    | Forbundskansler Christian Kern |
| Østtimor | Østtimors politik | Republikken Østtimor | Præsident José Ramos-Horta | Premierminister Xanana Gusmão  |

## Afhængige områder
Disse områder er selvstyrende, men er ikke uafhængige stater i egen ret. De har derfor samme statsoverhoved som den suveræne stat, de er afhængige af. Disse områder er af samme årsag ikke FN-medlemsstater. 
| Suveræn stat   | Enhed        | Status              | Statsoverhoved                                            | Regeringsleder                                                              |
| -------------- | ------------ | ------------------- | --------------------------------------------------------- | --------------------------------------------------------------------------- |
| Storbritannien | Jersey       | Kronbesiddelse      | Kong – Charles 3. Viceguvernør – Sir Stephen Dalton       | Førsteminister – John Le Fondré                                             |
| Storbritannien | Guernsey     | Kronbesiddelse      | Kong – Charles 3. Viceguvernør – Ian Corder               | Førsteminister – Gavin St Pier                                              |
| Storbritannien | Isle of Man  | Kronbesiddelse      | Kong – Charles 3. Viceguvernør – Sir Richard Gozney       | Førsteminister – Howard Quayle                                              |
| Storbritannien | Skotland     | Konstituerende land | Kong – Charles 3.                                         | Førsteminister – Nicola Sturgeon                                            |
| Storbritannien | Nordirland   | Konstituerende land | Kong – Charles 3.                                         | Førsteminister – Michelle O'Neill Viceførsteminister – Emma Little-Pengelly |
| Storbritannien | Wales        | Konstituerende land | Kong – Charles 3.                                         | Førsteminister – Mark Drakeford                                             |
| Nederlandene   | Aruba        | Konstituerende land | Konge – Willem-Alexander Guvernør – Alfonso Boekhoudt     | Premierminister – Evelyn Wever-Croes                                        |
| Nederlandene   | Curaçao      | Konstituerende land | Konge – Willem-Alexander Guvernør – Lucille George-Wout   | Premierminister – Eugene Rhuggenaath                                        |
| Nederlandene   | Sint Maarten | Konstituerende land | Konge – Willem-Alexander Guvernør – Eugene Holiday        | Premierminister – Silveria Jacobs                                           |
| Danmark        | Grønland     | Konstituerende land | Kong – Frederik 10. Rigsombudsmand – Mikaela Engell       | Formand for Grønlands regering – Múte Bourup Egede                          |
| Danmark        | Færøerne     | Konstituerende land | Kong – Frederik 10. Rigsombudsmand – Lene Moyell Johansen | Lagmand – Bárður Á Steig Nielsen                                            |

## Andre stater
Disse stater kontrollerer de facto deres territorium og anerkendes af mindst en FN-medlemsstat.
| Stat        | Officielt en del af | Statsoverhoved                                            | Regeringsleder                              |
| ----------- | ------------------- | --------------------------------------------------------- | ------------------------------------------- |
| Abkhasien   | Georgien            | Konstitueret præsident – Valeri Bganba                    | Premierminister – Valeri Bganba             |
| Cookøerne   | New Zealand         | Kong – Charles 3. Dronningens repræsentant – Tom Marsters | Premierminister – Henry Puna                |
| Kosovo      | Serbien             | Præsident – Hashim Thaci                                  | Premierminister – Albin Kurti               |
| Niue        | New Zealand         | Kong – Charles 3. Generalguvernør – Dame Patsy Reddy      | Premierminister – Sir Toke Talagi           |
| Nordcypern  | Cypern              | Præsident – Mustafa Akinci                                | Premierminister – Ersin Tatar               |
| Vestsahara  | Marokko             | Polisaros generalsekretær – Brahim Ghali                  | Polisaros generalsekretær – Brahim Ghali    |
| Vestsahara  | Marokko             | Præsident – Brahim Ghali                                  | Premierminister – Mohamed Wali Akeik        |
| Sydossetien | Georgien            | Præsident – Anatolij Bibilov                              | Premierminister – Erik Pukhajev             |
| Taiwan      | Kina                | Præsident – Tsai Ing-wen                                  | Den udøvende yuans formand – Su Tseng-chang |

Disse stater kontrollerer de facto deres territorium, men anerkendes ikke af nogen FN-medlemsstat. 
| Stat          | Officielt en del af | Statsoverhoved                  | Regeringsleder                       |
| ------------- | ------------------- | ------------------------------- | ------------------------------------ |
| Artsakh       | Aserbajdsjan        | Præsident – Bako Sahakjan       | Præsident – Bako Sahakjan            |
| Somaliland    | Somalia             | Præsident – Muse Bihi Abdi      | Præsident – Muse Bihi Abdi           |
| Transnistrien | Moldova             | Præsident – Vadim Krasnoselskij | Premierminister – Aleksandr Martynov |

## Andre regeringer
Disse regeringer anerkendes som legitime af mindst et FN-medlem.
| Regering                  | Stat      | Statsoverhoved                                     | Regeringsleder                              |
| ------------------------- | --------- | -------------------------------------------------- | ------------------------------------------- |
| Repræsentanternes Hus     | Libyen    | Repræsentanternes Hus' formand – Aguila Saleh Issa | Premierminister – Abdullah al-Thani         |
| Nationalforsamlingen      | Venezuela | Nationalforsamlingens formand – Juan Guaidó        | Nationalforsamlingens formand – Juan Guaidó |
| Øverste Politiske Råd     | Yemen     | Øverste Politiske Råds formand – Mahdi al-Mashat   | Premierminister – Abdel-Aziz bin Habtour    |
| Syriens overgangsregering | Syrien    | Præsident – Anas al-Abdah                          | Premierminister – Abdurrahman Mustafa       |

## Andre enheder
| Enhed            | Statsoverhoved                                                       | Regeringsleder                                   |
| ---------------- | -------------------------------------------------------------------- | ------------------------------------------------ |
| Europæiske Union | Europæiske Råds formand – Charles Michel                             | Europa-Kommissionsformand – Ursula von der Leyen |
| Malteserordenen  | Fyrste og stormester – Giacomo dalla Torre del Tempio di Sanguinetto | Storkansler – Albrecht Freiherr von Boeselager   |